# Общественная телекомпания Армении
Общественная телекомпания Армении (арм. Հայաստանի հանրային հեռուստաընկերություն) или Первый канал Армении (арм. Առաջին ալիք) и Армения 1 (арм. Հայաստան 1, Հ1) — армянский государственный информационно-развлекательный телеканал․

## История

### Радиокомитет Армянской ССР и Радиоуправление Армянской ССР (до 1957)
1 сентября 1926 года Народный комиссариат почт и телеграфов запустил радиостанцию Радио Армении, в 1933 году выведенная в Комитет радиофикации и радиовещания СНК Армянской ССР, реорганизованный в 1953 году в Главное управление радиоинформации Министерства культуры Армянской ССР (Радиоуправление Армянской ССР). 5 сентября 1955 года Совет Министров СССР принял решение о создании 27 каналов в республиках Советского Союза. Первая трансляция из Ереванского телевидения была 29 ноября 1956 года. 9 февраля 1957 года Радиоуправление Армянской ССР начало ретрансляцию I программы и запустила свой телеканал «Армянское телевидение». Первая новостная программа была транслирована 6 августа 1957 года и называлась «Новости Недели». Она выходила раз в неделю, но к февралю 1958 года она стала периодической и бесперебойной.

### Гостелерадио Армянской ССР (1957—1991)
13 октября 1957 года Радиоуправление Армянской ССР было реорганизовано в Государственный комитет по радиовещанию и телевидению при Совете Министров Армянской ССР (Гостелерадио Армянской ССР). В марте 1973 года начались подготовки по модернизации телевидения из чёрно-белого в цветное. 1 мая 1973 года Армянское телевидение провело своё первое цветное вещание с Красной Площади, по поводу Парада 1 мая. Первоначально, в цветном изображении были не все программы. В основном, это были концерты, парады, спортивные соревнования и так далее. Но с 1978 года уже 50 % Армянского телевидения было «в цвете». А с 1973 по 1978 года процентное соотношение цветных программ достигло 70 % цветного к 30 % чёрно-белого. В ноябре 1977 года новая телевизионная башня в 311,7 метров начала своё вещание, благодаря космической станции «Орбита-2». Теперь жители Армянской и других ССР могли смотреть больше каналов.

### Государственная телерадиокомпания Республики Армения (1990-е)
В начале 1990-х годов Гостелерадио Армении было реорганизовано в Государственную телерадиокомпанию Республики Армения. С 1996 года телеканал начал спутниковое вещание по Европе, Ближнему Востоку и Северной Африки со спутника Hot Bird, с 2000 года диапазон вещания достиг до Дальнего Востока, Австралии, США и Канады. Ныне международная версия канала «Armenia 1» вещает по всему миру. В том же 1996 году Государственная телерадиокомпания Республики Армения запустила «Второй канал Армянского телевидения» и примерно в тот же период — Вторую и Третью программу Радио Армении. Частоты 1-й Всесоюзного радио перешла 1-й Радио Армении, частоты Маяка — 2-й Радио Армения, частоты 3-й программы Всесоюзного радио — 3-й Радио Армении, старая частота Радио Армении — Ностальжи. В 1999 году «Второй канал Армянского телевидения» был закрыт, а его частота была передана частной телекомпании Армения 2.

### Общественная телерадиокомпания Республики Армения (с 2000 года)
В 2000 году Государственная телерадиокомпания Республики Армения была преобразована в Общественную телерадиокомпанию Республики Армения. Телекомпания была принята в Европейский вещательный союз в 2004 году, а уже с 2006 года Армения стала принимать участие на Евровидении.
С 1 июля 2003 года был создан второй канал Общественного телевидения «Армения 1 Ереван»
С 21 сентября 2004 года был создан второй канал Общественного телевидения «Новый канал» передачами о развлекательные и музыкальные.
С 21 сентября 2008 года был создан второй канал Общественного телевидения «Арарат» с передачами о культуре и искусстве.

### Общественная телерадиокомпания Республики Армения (с 2010 года)
В 2013 году канал получил новое оформление.
С 12 сентября 2016 года Общественный Телеканал Армении объявив новый, юбилейный 60-й, сезон перешел на трансляцию с высокой четкостью (HDTV)

### Общественная телерадиокомпания Республики Армения (с 2020 года)
9 июня 2021 года начал своё вещание «Первый новостной»․
С 29 ноября 2021 года к 65-летию канала был изменен логотип.
1 апреля 2024 года был запущен «Первый канал Америка». Телеканал транслирует контент, специально предназначеныый для жителей диаспор стран Северной и Южной Америки.

## Передачи
Информационные
- Лурер (Вести) (арм. Լուրեր)
- Воскресный Лурер (арм. Լուրեր կիրակնօրյա)
- Индекс
- Большая дискуссия (арм. Մեծ բանավեճ)
- Ереван
- Точка зрения (арм. Տեսանկյուն)

Аналитические
- Мнение (арм. Կարծիք)
- Площадь (арм. Քառակուսի)
- Европейская формула (арм. Եվրոպական բանաձև)
- Интервью с Петросом Казаряном (арм. Հարցազրույց Պետրոս Ղազարյանի հետ)

Социальные
- Тоска (арм. Կարոտ)
- На чужих дорогах (арм. Օտար ամայի ճամփեքի վրա)
- Специальный репортаж (арм. Հատուկ ռեպորտաժ)
- Наши (арм. Մերոնք)
- Судебный час (арм. Դատաժամ)
- Жизнь продолжается (арм. Կյանքը շարունակվում է)
- Ранним утром (арм. Առավոտ Լուսո) (прежние имена: Первая программа [Առաջին ծրագիր], Доброе утро [Բարի լույս] Привет, мы [Բարև, մենք ենք]))
- Жди меня (арм. Սպասիր ինձ)
- Родительское собрание (арм. Ծնողական ժողով)
- Здоровье (арм. Առողջություն)
- Санаторий (арм. Առողջարան)
- Здоровый образ жизни (арм. Առողջ ապրելակերպ)
- Механика счастья (арм. Երջանկությոան մեխանիկա)
- Найденная мечта (арм. Գտնված երազ)

Развлекательные
- Рубикон
- Рубикон +
- Музыкальная почта (арм. Երաժշտական փոստարկղ)
- 32 зуба (арм. 32 ատամ)
- Певцы в клубе 32 зуба (арм. Երգիչներ 32 ատամ ակումբում)
- Как Тарс (арм. Թարսի պես)
- Субботний вечер (арм. Շաբաթ երեկո)
- Ашот Казарян приглашает (арм. Աշոտ Ղազարյանը հրավիրում է)
- Моя талантливая семья (арм. Իմ տաղանդավոր ընտանիքը)
- Хит-парад (арм. Հիթ-շքերթ)
- Горячая десятка (арм. Թեժ տասնյակ)
- Топ 10
- Топ 50
- Топ 2007
- Топ 2008
- Топ 2009
- Топ 2010
- Топ 2011
- Топ 2012
- Сделано в СССР (арм. Պատրաստված է ԽՍՀՄ-ում)
- Золотой кларнет (арм. Ոսկե կլառնետ)
- «Бонус» интеллектуальная телеигра (арм. «Բոնուս» ինտելեկտուալ հեռուստախաղ)
- Открытый проект (арм. Բաց նախագիծ)
- Зарубежные игры (арм. Օտար խաղեր)
- Приятного аппетита (арм. Բարի ախոժակ)
- Дом смеха (арм. Ծիծաղի տուն)
- 2 звезды (арм. Երկու աստղ)
- 2 звезды։ дневник (арм. Երկու աստղի օրագիր)
- Песня песней (арм. Երգ երգոց)
- Песня песней: Новые голоса (арм. Երգ երգոց. Նոր ձայներ)
- Добрый вечер (арм. Լավ երեկո)
- 22:30
- 22:30 ретро
- Так мы живем (арм. Հենց այսպես էլ ապրում ենք)
- Угадай мелодию (арм. Գուշակիր մեղեդին)
- Готовим вместе (арм. Պատրաստենք միասին)
- Маскарад (арм. Դիմակահանդես)
- Полет до Евровидения (арм. Թռիչք դեպի Եվրատեսիլ) (прошлые названия: Евровидение: дневник (Եվրատեսիլ. օրագիր))
- Дневник детского Евровидения (арм. Մանկական Եվրատեսիլի օրագիր)
- Кино-кино (арм. Կինո-կինո)
- Слабое звено (арм. Թույլ օղակ)

Научно-познавательные
- Армянский рыцарь (арм. Հայ ասպետ)
- 5 минут искусства (арм. 5 րոպե ԱՐՎԵՍՏ)

Спортивные
- Арм Экстрим (арм. Arm Extreme)
- Футбол на Первом (арм. Ֆուտբոլը Առաջինով)
- Шахматы-64 (арм. Շախմատ-64)

Культура и искусство
- Культурный взгляд (арм. Մշակույթ և մշակութային գիտակցություն)
- По дорогам Армении (арм. Հայաստանի ճամփեքով)

Детские
- Солнце (арм. Արևիկ)
- Гжук
- Сказка Зовет (арм. Հեքիաթն է կանչում)
- Тунтуник
- До Ре Ми
- Жуков время (арм. Ժուկով ժամանակով)
- Totally Spies!

Военные
- Вооружённые силы (арм. Զինուժ)
- Моя часть войны (арм. Իմ բաժին պատերազմը)

Телесериалы
все сериалы производства Общественного телевидения Армении.
- Во имя любви (арм. Հանուն սիրո)
- Анна
- Карусель жизни (арм. Կյանքի կարուսել)
- Школа ангелов (арм. Հրեշտակների դպրոցը)
- Убитый голубь (арм. Սպանված Աղավնի)
- Артист
- Дочь генерала (арм. Գեներալի աղջիկը)

## Эволюция логотипов

Логотип с 2003 по 2013 год (использовался в эфире)
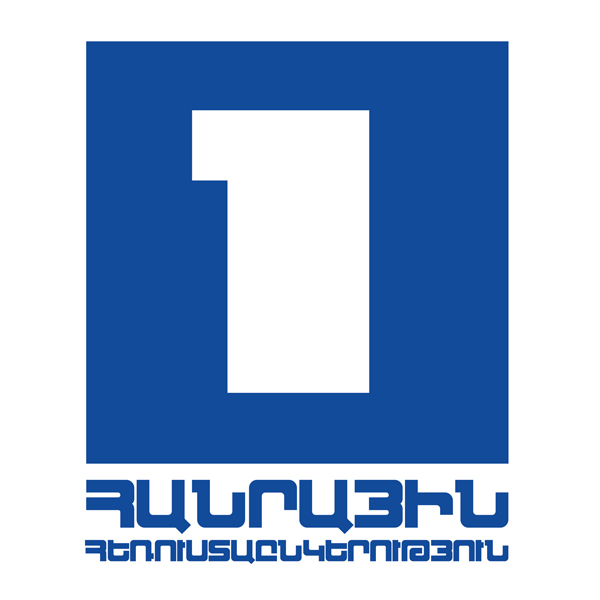
Логотип с 2013 по 2021 год